# Az Egyesült Nemzetek Szervezete Biztonsági Tanácsának 120. számú határozata

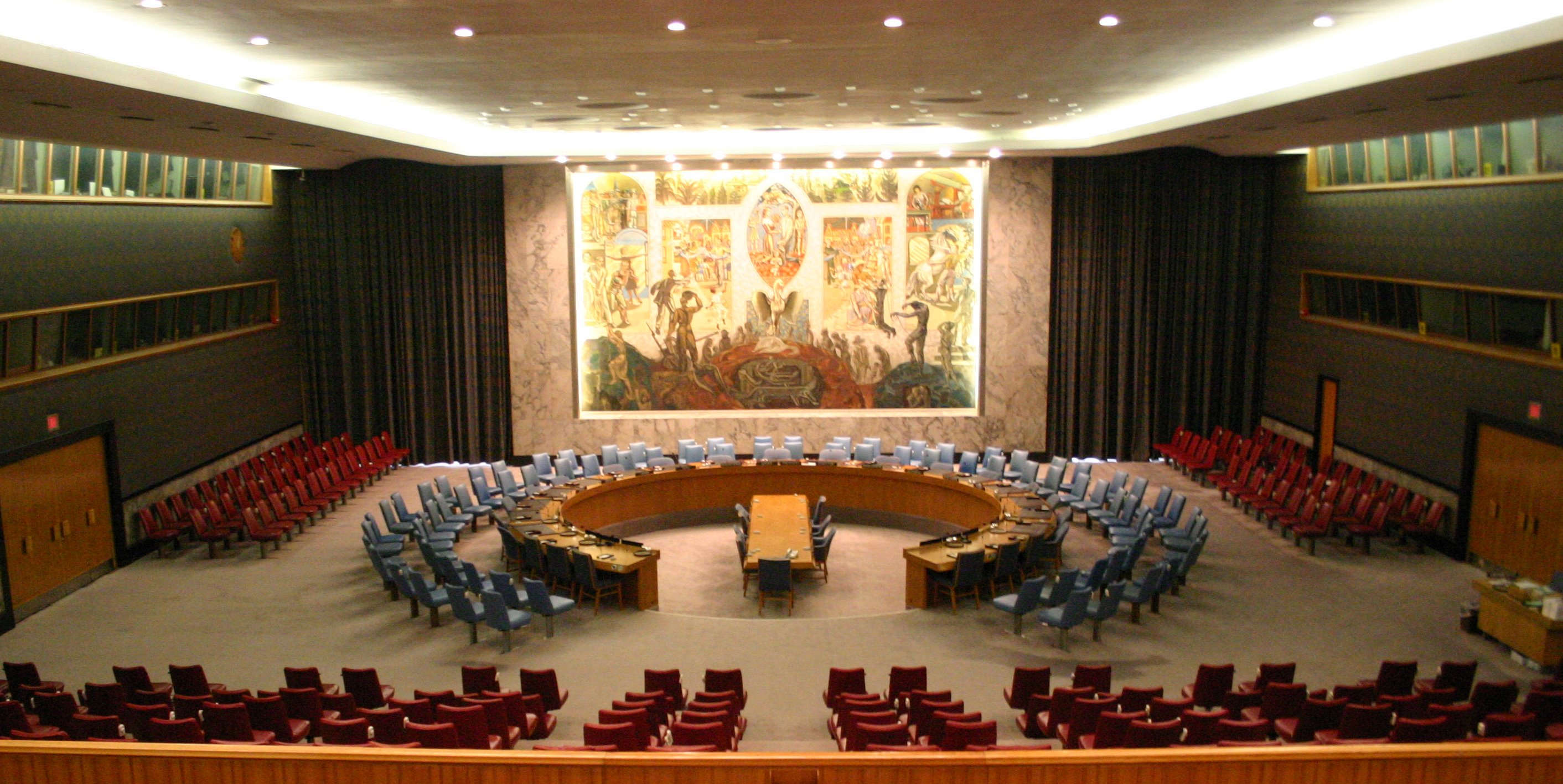
Az ENSZ Biztonsági Tanácsának ülésterme (2006)

1956. október 28-án napirendre került az Egyesült Nemzetek Szervezete tanácskozásain a Magyarországon kialakult helyzet. A megelőző egyeztető tárgyalásokon brit–francia–amerikai szövetség körvonalazódott, ahol megállapodtak a felek, hogy a magyar ügy áthelyezését kérik a Biztonsági Tanácsból a Közgyűlés szuezi válság miatt összehívott rendkívüli sürgősségi ülésszakára. Így remélték, hogy előnyösebb pozíciót tudnak felvenni az egyeztetéseken. Ennek jelentősége abban állt, hogy a Közgyűlésen nem volt vétójog, így az határozatképes lehetett a Szovjet „nem” szavazat ellenére is. Azonban az események menete megzavarta e terv kivitelezést. A szuezi válság katonai akciókba torkollott, ennek következtében az USA ENSZ-biztosa, ifj. Henry Cabot Lodge megakadályozta közös tervüket azzal, hogy elzárkózott a további megbeszélések elől.
A világ figyelme Szuezre összpontosult, ami kapóra jött a Szovjetuniónak, így különösebb nemzetközi feszültség keltése nélkül avatkozhatott be Magyarországon, hiszen az idő telt, és az ENSZ néma maradt a Magyar szabadságharc ügyében. Ezt követően Nagy-Britannia és Franciaország jelezte az Amerikai Egyesült Államoknak, hogy együttesen az USA mögé állnak a magyar ügyben, teret hagyva az USA-nak, hogy belátásuk szerint vezessék az események menetét. Henry Cabot Lodge így szorult helyzetbe került, mert vagy magára vállalja azt a népszerűtlen szerepet, hogy az Egyesült Államok nem foglal állást a szovjet katonai beavatkozás kapcsán, vagy mégiscsak együttműködésre kényszerül Nagy-Britannia és Franciaország oldalán. A hezitálást ugyanakkor a Szovjetunió érdektelenségnek vélhette, így előkészítette Magyarország megszállását és a forradalom leverését. Miután november 4-én az ENSZ-ben értesültek az újabb szovjet katonai beavatkozásról, a tanácskozások ugyan átkerültek magasabb sürgősségi szintre, de az események már túlzottan előrehaladtak ahhoz, hogy az állásfoglalásnak bármi haszna legyen egy erkölcsi gesztuson túl. Így 1956 november 4-én New Yorkban összehívták az Egyesült Nemzetek Szervezete Biztonsági Tanácsának ülését a magyarországi szovjet intervenció miatt, és meghozták a 120-as számú határozatot.
A határozat létrejöttét a gyűlés 10 és 1 arányú szavazásával döntötte el, tartózkodás nélkül, az egyetlen ellenszavazatot a Szovjetunió jegyezte.
A 120. számú határozat tartalma szerint (S/RES/120 „The situation in Hungary”)
- elítélte a szovjet beavatkozást
- felszólította a Szovjetuniót csapatai kivonására
- elismerte a magyar nép jogát a nemzeti érdekeinek megfelelő kormányzathoz
- előírta ENSZ megfigyelők magyarországra küldését, és humanitárius segély magyarországra küldését

Ebben az időben az ENSZ főtitkára Dag Hammarskjöld volt.
ENSZ BT állandó tagjai
- Amerikai Egyesült Államok
- Egyesült Királyság
- Franciaország
- Kína
- Szovjetunió

ENSZ BT ideiglenes tagjai 1956. november 4-én
- Ausztrália
- Belgium
- Kuba
- Irán
- Peru
- Jugoszlávia